# 第一次ウィーン包囲
第一次ウィーン包囲（だいいちじウィーンほうい、独: Erste Wiener Türkenbelagerung）は、1529年、スレイマン1世率いるオスマン帝国軍が、2ヶ月近くにわたって神聖ローマ帝国の皇帝にしてハプスブルク家の当主、オーストリア大公であるカール5世の本拠地ウィーンを取り囲んだ包囲戦。オーストリア軍の頑強な抵抗によりウィーンの陥落だけは免れた。
ここに至るまでの当時の国際関係は非常に複雑であり、この戦い自体は1494年から続けられていたイタリア戦争の一環として、そのハイライトとして行われた戦いである。また、ドイツ国内での宗教改革も複雑に絡んでいた。
歴史的に見れば、この包囲戦の結果、オスマン帝国のバルカン半島の領有が確定し、その支配は17世紀終わりまで続く。ハンガリー王国はその領土の大部分を削られ、その国土の回復は1699年まで待たねばならなかった。またイスラームの脅威を広くヨーロッパ全土に知らしめることにもなった。

## 戦前の各国の状況

### フランスから見た経緯
当時のフランス王はフランソワ1世である。当時のフランスは、オーストリアとイタリアの利権を激しく争っており、ローマ教皇及びイタリア諸都市を巻き込む大紛争に発展していた。これがイタリア戦争である。
1519年にハプスブルク家の神聖ローマ皇帝マクシミリアン1世が亡くなると、フランソワはマクシミリアン1世の孫でハプスブルク家の当主カール（スペイン王カルロス1世。後の神聖ローマ皇帝カール5世）に対抗して次の皇帝を決める皇帝選挙に出馬する事になった。もしカールがスペイン王と同時に神聖ローマ皇帝を兼ねた場合、フランスは東西からハプスブルクの勢力に挟み撃ちにされる危険性が非常に高かったからである。
しかしこの目論見は失敗し、カールが帝位を獲得する。結果、先の懸念は現実の物となりフランスはハプスブルク家によって東はオーストリア、西はスペインから挟まれてしまう格好になった。この事態に対して、敵の敵は味方とばかりにフランソワ1世はドイツ国内のザクセン選帝侯などのルター派勢力、ローマ教皇クレメンス7世などカール5世の敵対勢力と次々に手を結び包囲網を築きあげていった。その中でも最も強い軍事力を持っていたのがオスマン帝国である。これには挟み撃ちになったフランスの起死回生の策として、フランスとオスマン帝国が同盟を結ぶことによって逆にオーストリア本国を挟み撃ちにする狙いがあった。

### オーストリアから見た経緯
カール5世が皇帝に即位した時の神聖ローマ帝国は、宗教改革の嵐が吹き荒れている最中であった。元々彼自身は熱心なカトリックであったが「神聖ローマ皇帝」という存在自体が「カトリックの守護者」という大前提の元に成り立っていた。つまりローマ教皇はカトリックを守護することを前提としてローマ王を名乗るドイツの王に帝冠を与えるという側面を持っていた。
こうしてスペイン国王についで神聖ローマ皇帝の座を射止め、自信に満ち溢れていたカール5世は、皇帝たる自身の声によって直接説得を行う事によって、宗教改革を終息へ向かわせる事が可能だと考えていた。1521年にマルティン・ルター自身をヴォルムス帝国議会に招集し、自らの説得を行ったカール5世だったが、ルターが自らの信条を翻そうとしなかった結果、カール5世は彼を異端と宣言し法の保護を剥奪、ルター派の活動は絶対に認めないとの立場を明確にした。身の危険が迫ったルターはザクセン選帝侯フリードリヒ3世の庇護下に入るが、これが長く続く神聖ローマ皇帝とルター派諸侯の対立の始まりであった。彼らルター派諸侯はフランス王フランソワ1世の援助を受け、カール5世包囲網の一翼に組み込まれていく。
ところが、オスマン帝国軍がバルカン半島への侵攻の度合いを強めると、カール5世は前言を撤回し、ルター派の活動を容認する立場に転化した（シュパイアー帝国議会）。もちろんこれは国内の対立を一時凍結してオスマン帝国の侵攻への防御に全力を傾けるための方策であり、詭弁に近かった。実際カール5世はオスマン帝国軍がウィーンから撤退をはじめるとすぐさまこの発言を撤回している。

### オスマン帝国から見た経緯
スレイマン1世率いるオスマン帝国は絶頂期を迎えており、東ローマ帝国陥落によって手に入れたバルカン半島南部に続いてさらに北上し、陸ではベオグラードを陥落させ、海ではロドス島の聖ヨハネ騎士団を打ち破り、ハンガリー、ルーマニアの獲得を狙っていた。フランソワ1世との同盟を結んだオスマン帝国はさらに深く侵攻し、1526年にはモハーチの戦いでラヨシュ2世率いるハンガリー王国軍を壊滅させ、ラヨシュ2世を戦死させている。
敗れたハンガリーは首都であるブダを放棄し、現在のスロバキアの首都であるブラチスラヴァに都を移したが、問題となったのは空位となったハンガリー王位の取扱であった。王位は選挙の結果ハンガリー貴族の大半の支持を得たトランシルヴァニア侯サポヤイ・ヤーノシュに委ねられることになったが、敗れたハプスブルク家のオーストリア大公フェルディナントも兄カール5世の支援を受けて独自に議会を招集、ハンガリー王を名乗ったことで事態は複雑化した。ハプスブルク家の介入に嫌気が差したサポヤイはオスマン帝国に救援を求め、ここにオスマン帝国は事実上ハプスブルク家と直接対峙することになった。

## 戦闘の経過
1529年5月、スレイマン1世は大軍を率いて首都イスタンブールを発ちバルカン半島をドナウ川に沿って北上、8月に戦場だったモハーチでサポヤイと会見、彼の臣従およびハンガリー王位の保障を承認した。それから更に北へ進軍してブダを初めとするハンガリーの諸都市を陥落させたが、オーストリアの首都ウィーンにオスマン帝国軍が到達、包囲を完了したのは9月23日から27日の4日間であり、スレイマン1世が到着した27日は厳寒期で大雨が降っていたという記録が残っている。オスマン帝国は12万の歩兵を擁する大軍で300門の大砲も備え、2万頭のラクダで大砲などの輜重を運んだが、行軍中も悪天候で苦労し、包囲戦に間に合わなかった大砲もあった。
対するウィーンは歩兵2万、騎兵1000、70門の大砲を用意してオスマン帝国軍を待ち構えた。フェルディナントはウィーンから西のリンツへ退避してカール5世や諸侯の救援を切望して待機、カール5世も弟の危機に対応してスペインやドイツから援軍を派遣したが、それらは到底オスマン帝国軍に対抗出来る兵力ではなく、救援軍はオスマン帝国軍のウィーン包囲の報告を聞くと尻込みして進軍を停止、ウィーンは現地の守備軍任せになってしまった。
少ない兵力でオスマン帝国軍と対峙したウィーンでは防御体制の構築に全力を上げ、ニコラウス・フォン・ザルム（en）とヴィルヘルム・フォン・ロゲンドルフ（en）を指揮官とし、ウィーン外壁の家々を破壊して堡塁を設置、内部の萱葺き屋根は砲撃による火災を防ぐ目的で撤去、南と西の城壁の内側に土塁を築いて二重防衛線を敷くなど、オスマン帝国が迫る寸前に念入りに準備を整えた。また、北と東はドナウ川とウィーン川に阻まれ、攻撃位置は西と南に絞られるため、守備軍は南のケルンテン門に射撃の精鋭部隊を配置した。
オスマン帝国軍の攻撃は10月1日から始まり、城壁は敵の砲撃に晒されたが崩壊は免れ、ウィーン守備軍は攻撃をものともせず抵抗、東から坑道を掘り進めた大宰相パルガル・イブラヒム・パシャの部隊を奇襲して敗走させた。しかしオスマン帝国軍も黙って見ていた訳ではなく、6日（または7日）にケルンテン門から出撃した守備軍8000人を迎え撃ち500人を討ち取った。このような攻防戦はあったが、ウィーンはオスマン帝国軍の攻撃を跳ね返し、敵軍が地下道を掘り進めたり、地雷で城壁を爆破してそこから突撃しても直ちに対処、それらを木材などで埋めたり修理していった。
やがて雪が降り始め補給不足で兵士達の不満が高まると、スレイマン1世は14日を最後の攻撃と定め、オスマン帝国軍はケルンテン門付近で攻めかかったが失敗に終わり、14日夜から翌15日まで大雪が降ったこともあり、ウィーン陥落を諦めたスレイマン1世は17日に撤退した。包囲失敗の原因として、ウィーンの守備が整っていたことに加え、オスマン帝国軍の補給線が延びきっており、補給がうまくいかなかった事と、既に寒さが厳しくなって来ている9月から10月の出来事で、寒さに慣れていないオスマン兵では包囲戦がうまくいかなかった事が挙げられる。

## 事件の影響
ウィーン包囲は失敗に終わったものの、ハンガリー王も兼ねる事になったハプスブルク家にとってすぐに反攻しハンガリー領を奪い返すことは出来なかった。ウィーン包囲から1年後の1530年にイスタンブールにフェルディナントの使節が来訪、オスマン帝国との交渉は決裂したがすぐに戦端は開かれず、1532年になって両軍はハンガリー国境で対峙した。しかし小競り合いに終始した後はスレイマン1世もフェルディナントも妥協を考えるようになり、1533年に和睦が成立、サポヤイのハンガリー王位が認められハンガリーは分割された。ハンガリーが元の領土を復活させるのは1683年の第二次ウィーン包囲に失敗した後、オーストリア軍、ハンガリー軍、ポーランド軍などが反攻し（大トルコ戦争）、オスマン軍を打ち破った後の1699年、カルロヴィッツ条約の成立を待たなければならなかった。
オスマン帝国はその後も攻勢を続け、カール5世は1538年のプレヴェザの海戦でオスマン帝国海軍に敗退し、ヨーロッパ世界は地中海の制海権を失ってしまう。
何よりも、オスマンの脅威をヨーロッパ全土に対して広く植え付けた事は大きい。実際に、ヨーロッパのうちバルカン諸国では、オスマン帝国による支配が19世紀まで続くことになる。また、2度にわたるウィーン包囲は、国力・政治力の差が結果の違いに表れた。第一次包囲戦ではハプスブルク家の抵抗により長引いた包囲戦に加え、冬将軍が到来していたためスレイマン1世は撤退を厳命し、粛々と去っていった。しかし第二次包囲戦では大宰相の勇み足と無謀さが災いし、ヨーロッパ諸国の参戦を招き、帝国の衰退をもたらした。第一次包囲戦は、戦略的にオスマン帝国の勝利をもたらし、スレイマン1世によるオスマンの世紀を紡ぎ出したのである。